# Bondo, Trentino
Bondo là một đô thị ở tỉnh Trento ở vùng Trentino-Alto Adige/Südtirol của Ý, tọa lạc cách 35 km về phía tây của Trento. Tại thời điểm ngày 31 tháng 12 năm 2004, đô thị này có dân số 680 người và diện tích là 10,7 km².
Bondo giáp các đô thị: Tione di Trento, Bolbeno, Breguzzo, Breguzzo, Zuclo, và Roncone.